# ساوه
ساوه از شهرهای استان مرکزی و مرکز شهرستان ساوه، در کشور ایران است. جمعیت این شهر در سال ۱۳۹۵ برابر با ۲۲۰٬۷۶۲ نفر است. ساوه یکی از شهرها و مناطق باستانی بازمانده از دوره ساسانی است که در اواخر آن دوره و در اوایل دوره اسلامی یعنی سال ۲۲ هجری، جزو ایالت جبال یا همان عراق عجم بوده‌است.
ساوه از شمال به شهرستان زرندیه و استان قزوین، از جنوب به شهرستان تفرش، از جنوب‌شرق به استان قم، از شرق به استان تهران و قم و از غرب و جنوب غربی به استان همدان و شهرستان کمیجان محدود می‌گردد.

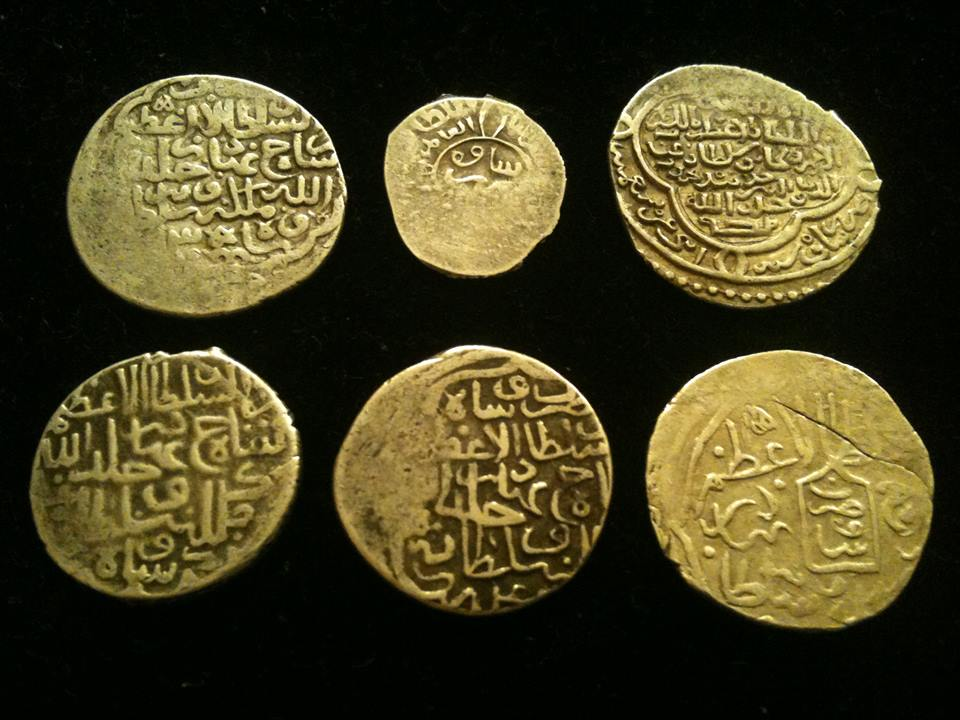
سکه‌های ضرب ساوه در گذر زمان

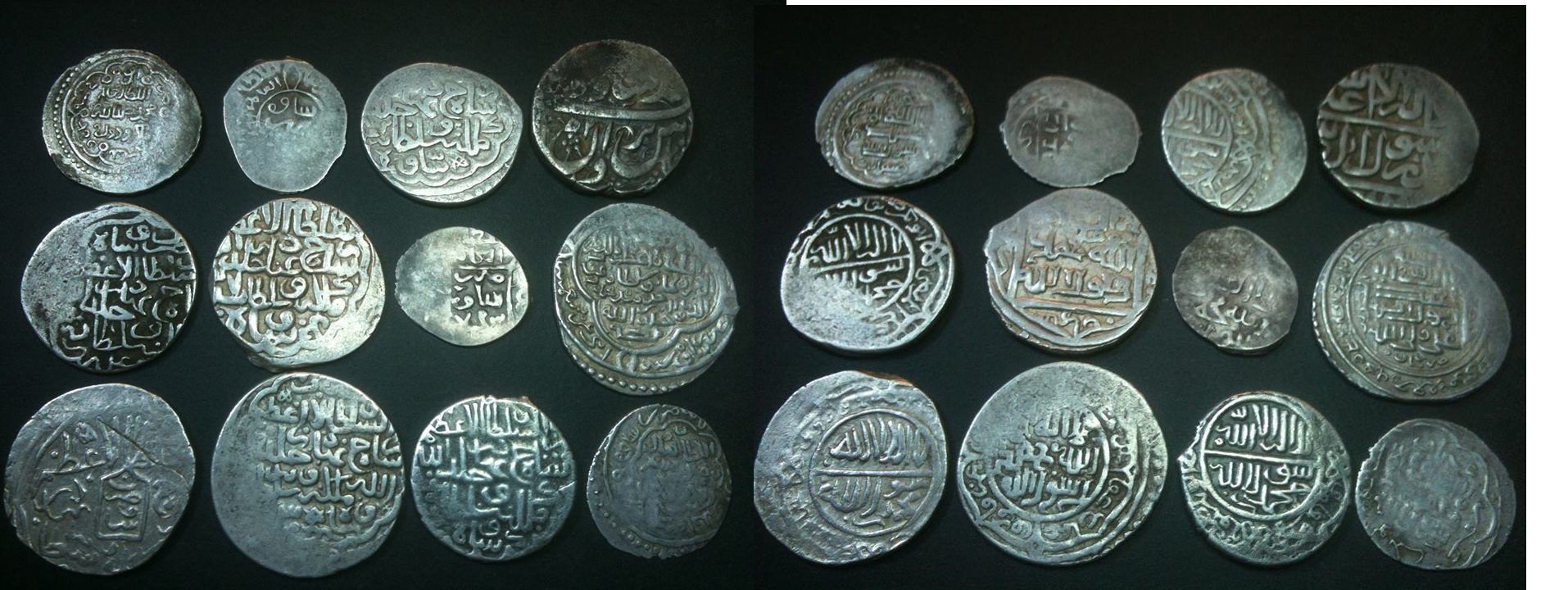
سکه‌های ضرب ساوه

## نامگذاری
- گروهی نام آن را مأخوذ از واژه اوستایی «سَوا» Sava یا واژه پهلوی «سَوَکا» Savaka دانسته‌اند.[۳]
- ساوه بر وزن کاوه، از نام پهلوانی تورانی به نام «ساوه‌شاه» گرفته شده است.[۵]
- ساوه تغییریافته واژه سه‌آبه به معنای مکانی با سه رودخانه خوانده شده‌است.[۶]
- ساوه در زبان فارسی به معنای خرده‌طلا است.[۶] نام بخش‌هایی مانند زرند، گواه کاربرد این معنی برای منطقه ساوه است.
- نام شهری است نامدار در عراق عجم. گویند دریاچه‌ای در آن جا بود که هر سال یک کس را در آن غرق می‌کردند تا از سیلاب ایمن بمانند و در شب ولادت پیامبر اسلام آن دریاچه خشک شد.[۷]

## پیشینه تاریخی

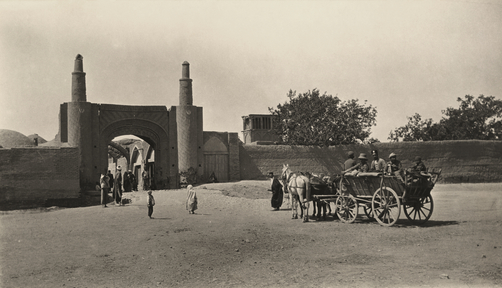
دروازه شهر ساوه در دهه ۱۹۲۰ میلادی

ساوه یکی از شهرها و مناطق باستانی بازمانده از دوره ساسانی است. این شهر در دوران گذشته در برخورد کلان‌ترین راه‌های کاروانی میان ری باستان، همدان، اصفهان، قزوین، زنجان، قم و کاشان قرار داشته‌است. در روزگار پارتیان یکی از خانمان‌های مهم میان راهی بوده و در سدهٔ ۷ (پیش از میلاد) یکی از دژها و خانمان‌های سرزمین ماد به‌شمار می‌رفته‌است. زیست همگانی در این بخش از ایران از پیشینه و دیرینگی بسیار برخوردار است و از دید زمین‌شناسی از آن دوران سوم و چهارم زمین‌شناسی است.
ساوه نخست از توابع میدان بوده و بعد بخشی از ری بزرگ شده‌است. به سبب نزدیکی با میانه‌های نیرومند برخی دودمان و پادشاهان بر ایران گذشته از این که همواره از ارزش ویژه‌ای برخوردار بوده دارایی و چمنزارهای آن نیز از دیرباز مورد توجه دودمان‌ها بوده و روی همین پایه فرمانروایان آن اغلب از میان دولتمردان بنام برگزیده شده‌اند. بعد از ساسانیان حکومت سامانیان و آل‌بویه و سپس سلجوقی بر این سرزمین دست داشتند.
ساوه در جریان حمله مغول در قرن هفتم هجری صدمه و آسیب فراوان دید. مغولان شهر را ویران کردند و ساکنان آن را از دم تیغ گذراندند.
کتابخانه‌های بزرگ و موزه‌های ساوه، طعمه حریق شد و کتاب‌ها و ابزار دانشی کتابخانه و دانشوران نابود شدند.
حمدالله مستوفی در مورد ساوه این‌گونه نوشته:در اول در آن زمین بحریه (دریاچه) بوده و در شب ولادت رسول اکرم آب آن به زمین فرو شد و آن از مشروبات بوده‌است و بر آن زمین شهری ساختند. بانی آن معلوم نیست و در حمله مغول‌ها باروی آن دچار خرابی شد و خواجه ظهیرالدین علی بن ملک شرف‌الدین ساوجی آن را عمارت نمود. هوایش به گرمی مایل است و آبش از رودخانه مزدقان و قنوات مشروب می‌شود.
ساوه از دیر باز محل برخوردهای نظامی ایران بوده در دوره مغول نیز گذرگاه جهانگردان بیگانه شد. مارکوپولو و نیزی و بسیاری از پیامبران و مبلغان آئینی، بازرگانان، و ایلچیان در گزارش‌ها و نوشته‌های خود از ساوه یاد کرده‌اند. پی آمد حمله مغول کاهش شدید جمعیت ساوه بوده که کاهش زیاد ماندگاران روستایی و ویران شدن دستگاه‌های آبیاری موجب افت شدید کشاورزی در سرزمین ساوه شد. در دوره صفویه که آئین شیعه آئین رسمی کشور شد؛ منطقه ساوه در دوره یاد شده جزو زمینگاه علی شکر بود. در سال ۹۰۸ با چیرگی صفویه بر پادشاه مراد عثمانی همدان که والی‌نشین زمینگاه یاد شده بود به‌ دست قزلباش‌ها افتاد. در روزگار صفویه مردم ساوه از تیره‌های گوناگون بودند و زبان و آداب و روسوم آنان نیز طبعاً با هم فرق داشت؛ ولی بیشتر مردم از همان گذشته پارسی‌زبان با گویش محلی بودند تا به امروز هم ادامه دارد.
قحطی بزرگ ساوه در سال ۱۲۸۸ قمری/۱۸۷۱ تا ۱۸۷۲ میلادی/۱۲۵۰ خورشیدی شامل بی‌آبی، گرانی شدید، و حتی آدمخواری شد.

### دوران قاجار
براساس رساله و دست‌نوشته‌ای که در کتابخانه مجلس شورای اسلامی ایران وجود دارد اوضاع شهر ساوه در دوران قاجار این‌گونه تفسیر شده است: نویسنده از قتل‌عام مردم ساوه و ویرانی بناها و آثار پس‌از حمله چنگیزخان مغول یاد کرده است که بعدها توسط صفویان بازسازی شده است، وی ساوه را محل زرادخانه (قورخانه) سلطنتی صفویه دانسته است، براساس این نسخه خطی ساوه به‌دلیل تصمیمات حاکمان و پادشاهی قاجار رو به نابودی رفته، به‌طوری که راه قافله‌ها و کاروان‌ها را به‌سمت ساوه ممنوع و فروش انار این شهر را قدغن کرده بودند و به اسم سمنان، کاشان و اردستان می‌فروختند، برخلاف گذشته صد و پنجاه سال از ساوه فردی به دستگاه حکومتی نمی‌توانسته راه یابد. مساحت کلی ساوه چهل فرسخ که چهار طایفه بزرگ به نام‌های خلج، بیگدلی، بیات و شاهسون داشته است.

## جغرافیا

### اقلیم
میانگین دمای سالانه ۱۸٫۲ درجه سلسیوس بوده‌است. میزان بارندگی کم و حدود ۲۱۶ میلی‌متر در سال می‌باشد و بیشتر بارش به صورت باران است. در تقسیم‌بندی اقلیمی شهرستان ساوه، دارای اقلیم نیمه خشک با تابستان‌های گرم و زمستان‌های کمی سرد نامگذاری شده‌است.
متوسط رطوبت شهر ساوه ۳۹٪ می‌باشد که ماه‌های دی با میانگین ۵۸٪ مرطوبترین ماه و ماه تیر و مرداد با میانگین ۲۶ درصد خشکترین ماه سال می‌باشد. باد غالب ساوه شمالی و شمال غرب (۳۶۰ درجه) می‌باشد و بیشترین سرعت باد وزیده شده به میزان ۹۰کیلومتر در ساعت در ماه فروردین ۱۳۷۲ گزارش شده‌است. اقلیم ساوه براساس طبقه‌بندی دمارتن خشک و طبقه‌بندی آمبرژه معتدل می‌باشد.
|                  | ژانویه | فوریه | مارس | آوریل | مه   | ژوئن | ژوئیه | اوت  | سپتامبر | اکتبر | نوامبر | دسامبر |   |       |
| دمای بیشینه (°C) | ۹٫۶    | ۱۲٫۵  | ۱۷٫۱ | ۲۳٫۷  | ۲۹٫۳ | ۳۵٫۲ | ۳۷٫۷  | ۳۷٫۲ | ۳۳٫۰    | ۲۶٫۱  | ۱۷٫۱   | ۱۱٫۰   | Ø | ۲۴٫۱  |
| دمای کمینه (°C)  | ۰٫۱    | ۱٫۵   | ۵٫۸  | ۱۱٫۷  | ۱۶٫۴ | ۲۱٫۸ | ۲۵٫۱  | ۲۴٫۴ | ۱۹٫۴    | ۱۳٫۴  | ۶٫۴    | ۲٫۰    | Ø | ۱۲٫۳  |
|                  |        |       |      |       |      |      |       |      |         |       |        |        |   |       |
| بارش (mm)        | ۳۶٫۲   | ۲۳٫۱  | ۳۴٫۳ | ۲۸٫۰  | ۱۴٫۵ | ۱٫۴  | ۱٫۳   | ۰٫۲  | ۰٫۴     | ۶٫۰   | ۲۸٫۰   | ۳۳٫۱   | Σ | ۲۰۶٫۵ |
|                  |        |       |      |       |      |      |       |      |         |       |        |        |   |       |
| روزهای بارانی    | ۷٫۵    | ۵٫۸   | ۷٫۳  | ۷٫۵   | ۶٫۲  | ۱٫۲  | ۰٫۹   | ۰٫۳  | ۰٫۵     | ۲٫۳   | ۵٫۹    | ۶٫۹    | Σ | ۵۲٫۳  |

| ۰٫۱ |

| ۱٫۵ |

| ۵٫۸ |

| ۱۱٫۷ |

| ۱۶٫۴ |

| ۲۱٫۸ |

| ۲۵٫۱ |

| ۲۴٫۴ |

| ۱۹٫۴ |

| ۱۳٫۴ |

| ۶٫۴ |

| ۲٫۰ |

| ۰٫۱ |

| ۱٫۵ |

| ۵٫۸ |

| ۱۱٫۷ |

| ۱۶٫۴ |

| ۲۱٫۸ |

| ۲۵٫۱ |

| ۲۴٫۴ |

| ۱۹٫۴ |

| ۱۳٫۴ |

| ۶٫۴ |

| ۲٫۰ |

| بارش | ۳۶٫۲   | ۲۳٫۱  | ۳۴٫۳ | ۲۸٫۰  | ۱۴٫۵ | ۱٫۴  | ۱٫۳   | ۰٫۲ | ۰٫۴     | ۶٫۰   | ۲۸٫۰   | ۳۳٫۱   |
|      | ژانویه | فوریه | مارس | آوریل | مه   | ژوئن | ژوئیه | اوت | سپتامبر | اکتبر | نوامبر | دسامبر |

### زمین لرزه

مقایسهٔ نسبی میزان خطر زمین‌لرزه در نقاط مختلف ایران؛ نقاط قرمزتر نقاطی هستند که شتاب حداکثر جنبش زمین در آن‌ها بیش‌تر است.

ساوه از نظر مطالعات زلزله در محدوده محدوده زلزله خیزی بالا قرار دارد. وجود گسل هندس در ۱۸ کیلومتری جنوب شهر در لرزه خیزی این منطقه تأثیر بسیاری دارد.

## مردم‌شناسی

### جمعیت
جمعیت شهر ساوه، در سرشماری عمومی نفوس و مسکن در سال ۱۳۹۵ برابر ۲۲۰٬۷۶۲ نفر که شامل ۱۱۲٬۷۴۲ مرد، ۱۰۸٬۰۲۰ زن و ۶۷٬۲۳۰ خانوار بوده است. جمعیت این شهر در سال ۱۳۹۰ شمسی ۲۰۰٬۴۸۱ نفر و در سال ۱۳۸۵ برابر با ۱۷۹٬۰۰۹ نفر بوده است.

### زبان
زبان مردم بومی ساوه فارسی است. آن ها به لهجه ساوه‌ای صحبت می‌کنند. 

### اتباع خارجی
شهر ساوه به دلیل جاذبه‌های صنعتی و کشاورزی و نزدیکی به پایتخت ایران یکی از مناطق جذب اتباع خارجی به‌ویژه مهاجران کشور افغانستان است. به‌طوری که بیش از ۲۰ هزار افغانستانی در شهرستان و شهر ساوه زندگی می‌کنند و در شغل‌های سخت مشغول به‌کار هستند.
همچنین در نزدیکی این شهر اردوگاه پناهندگان افغانستانی موسوم به مهمان‌شهر شهید ناصری وجود دارد که تاریخ ساخت آن به سال ۱۳۶۷ برمی‌گردد و بر اساس آمار رسمی فروردین ماه ۱۳۹۱، ۴۹۷۴ نفر پناهنده دارد.

## ساختار شهری

### زیرساخت‌ها
در سال ۱۳۲۸ کارخانه برق ساوه با مشارکت عده‌ای سهام‌دار و به صورت خصوصی با خرید دو موتور مولد برق شروع به ساخت کرد، در سال ۱۳۲۹ به بهره‌برداری رسید و سپس در سال ۱۳۴۱ نوسازی و گسترش یافت. در حال حاضر تعداد کل مشترکان برق ساوه و غرق‌آباد ۱۱۷٬۲۴۴ است.
شبکه لوله‌کشی آب شهری در ساوه در سال ۱۳۴۲ آغاز و در سال ۱۳۴۳ مورد بهره‌برداری رسیده است و هم‌اکنون در حدود ۵۰٬۰۰۰ مشترک آب دارد. همچنین یک تصفیه‌خانه با ظرفیت تصفیه ۳۴ هزار متر مکعب فاضلاب در شبانه‌روز برای دویست هزار نفر در حال ساخت می‌باشد.
شهر ساوه دارای ۹۵٬۱۲۸ مشترک خط ثابت تلفن (ضریب نفوذ ۳۶٫۷۲٪)، ۲۰۶٬۱۹۰ مشترک تلفن همراه (ضریب نفوذ ۸۰٪) و ۵٬۹۰۰ مشترک اینترنت پرسرعت (ADSL) می‌باشد. همچنین گازرسانی به این شهر از سال ۱۳۶۵ آغاز و در سال ۱۳۶۷ مورد بهره‌برداری قرار گرفته است، که هم‌اکنون دارای ۵۰۰ کیلومتر شبکه‌گذاری و ۳۶٬۰۰۰ انشعاب نصب شده است.

### شهرداری

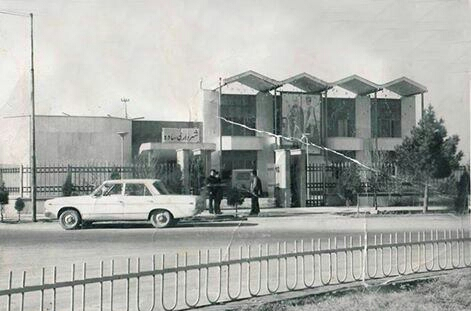
ساختمان شهرداری ساوه - سال ۱۳۵۱

سابقه ایجاد شهرداری در ساوه طبق مدارک مستند به سال ۱۳۳۶ بازمی‌گردد، اما گفته‌ها حاکی از این است که در سال ۱۳۲۰ در این شهر بلدیه یا شهرداری وجود داشته است.

### فضای سبز شهری
سرانه فضای سبز شهر ساوه برای هر نفر حدود ۱۳ متر مربع است. وسعت فضای سبز ۲٬۶۷۵٬۰۰۰ متر مربع شامل ۶۱ پارک محله‌ای، ۱۳ پارک اصلی و سایر فضاهای سبز است. میانگین سرانه فضای سبز این شهر با توجه به موقعیت جغرافیایی و اقلیمی از میانگین کشوری بیشتر است.
- پارک طالقانی (پارک شهر)
- پارک ولیعصر
- پارک جنگلی

## اقتصاد و صنعت
شهر صنعتی کاوه در ۱۰ کیلومتری شهر ساوه، بزرگ‌ترین شهرک صنعتی کشور و یکی از قطب‌های مهم صنعت در ایران به حساب می‌آید. شهر صنعتی کاوه در سال ۱۳۵۲ در شمال شرقی شهر ساوه ایجاد شده است که هم‌اکنون در مساحتی بالغ بر ۳۰۰۰ هکتار و با بیش از ۶۰۰ واحد کارخانه تولیدی مشغول به فعالیت است.

## ترابری
مسیرهای ارتباطی
- آزادراه ۵ (ساوه - تهران)
- آزادراه ۵ - (ساوه - سلفچگان - اراک)
- آزادراه ۶ (ساوه-همدان)
- جاده ۶۵ (ساوه - تهران)
- جاده ۶۵  (ساوه - اراک)  (ساوه - قم)
- جاده ۴۸ (ساوه - همدان)
- جاده ۴۹ (ساوه - قزوین - رشت - آستارا)

فاصلهٔ شهر ساوه با برخی از مناطق پر رفت‌وآمد:
| شهر مقصد | فاصله (کیلومتر) |
| -------- | --------------- |
| اراک     | ۱۵۲             |
| اصفهان   | ۳۱۲             |
| تهران    | ۱۱۲             |
| قم       | ۷۰              |
| همدان    | ۲۰۰             |

پایانه مسافربری
پایانه مسافربری بین شهری ساوه در ورودی شهر ساوه قرار دارد. در این پایانه خطوط مختلف تاکسی، مینی‌بوس و اتوبوس قرار دارند. بیشترین میزان حمل و نقل مسافران، بین این پایانه و پایانه مسافربری غرب تهران انجام می‌گیرد.
راه‌آهن
ایستگاه راه‌آهن ساوه که در مسیر خط راه‌آهن تهران-همدان و در ۱۰ کیلومتری شهر ساوه قرار دارد در ۲۴ اردیبهشت ۱۳۹۶ افتتاح شد اما مسافرگیری این ایستگاه در مهر ۱۳۹۷ در مسیر راه‌آهن همدان-مشهد آغاز شد.
تاکسی‌رانی
شهر ساوه در سال ۱۳۹۱ دارای ۸۰۰ دستگاه تاکسی بوده است که روزانه ۹۰ هزار مسافر را در ۱۸ مسیر جابه‌جا کرده است.
اتوبوس‌رانی
سازمان اتوبوس‌رانی ساوه در سال ۱۳۷۷ با تصویب در وزارت کشور تأسیس شده و به صورت رسمی در ۱ فروردین ۱۳۷۹ آغاز به کار کرده است. اتوبوس‌رانی ساوه دارای ۲۰ خط و ۸۴ اتوبوس فعال است که روزانه ۸۰ هزار مسافر را جا به‌جا می‌کند.

## خدمات عمومی
مراکز درمانی
- بیمارستان شهید مدرس
- بیمارستان شهید چمران
- بیمارستان فاطمه زهرا
- بیمارستان زنان و زایمان ۱۷ شهریور

آتش‌نشانی

## آموزش
آموزش عالی
ساوه دارای ۱۲ مرکز آموزش عالی می‌باشد که دانشگاه آزاد اسلامی واحد ساوه در ۲۵ بهمن۱۳۶۶ و دانشگاه پیام نور واحد ساوه در ۱۳۶۹ تأسیس شده است و در مجموع دارای ۱۸ هزار دانشجو هستند.
- دانشکده علوم پزشکی ساوه
- مؤسسه آموزش عالی انرژی ساوه
- دانشگاه آزاد اسلامی واحد ساوه
- دانشگاه پیام نور واحد ساوه
- مؤسسه آموزش عالی رضویه ساوه
- مؤسسه آموزش عالی دانشستان ساوه
- مؤسسه آموزش عالی فن و دانش ساوه
- مؤسسه آموزش عالی فخر رازی ساوه
- مؤسسه آموزش عالی ناصر خسرو ساوه
- دانشکده غیرانتفاعی اصول الدین ساوه
- دانشکده فنی‌وحرفه‌ای پسران ساوه
- مرکز آموزش عالی علمی کابردی جهاد دانشگاهی ساوه
- مرکز آموزش علمی کاربردی شهرداری ساوه
- مرکز آموزش علمی کاربردی بهزیستی ساوه
- مرکز آموزش علمی کاربردی گروه صنعتی صفا
- آموزشکده سما واحد ساوه

مدارس علوم دینی
- حوزه علمیه ولی‌عصر
- حوزه علمیه امام صادق
- حوزه علمیه زنان فاطمه الزهرا

## جاذبه‌های گردشگری، تاریخی و مذهبی و رهاورد
تاریخی

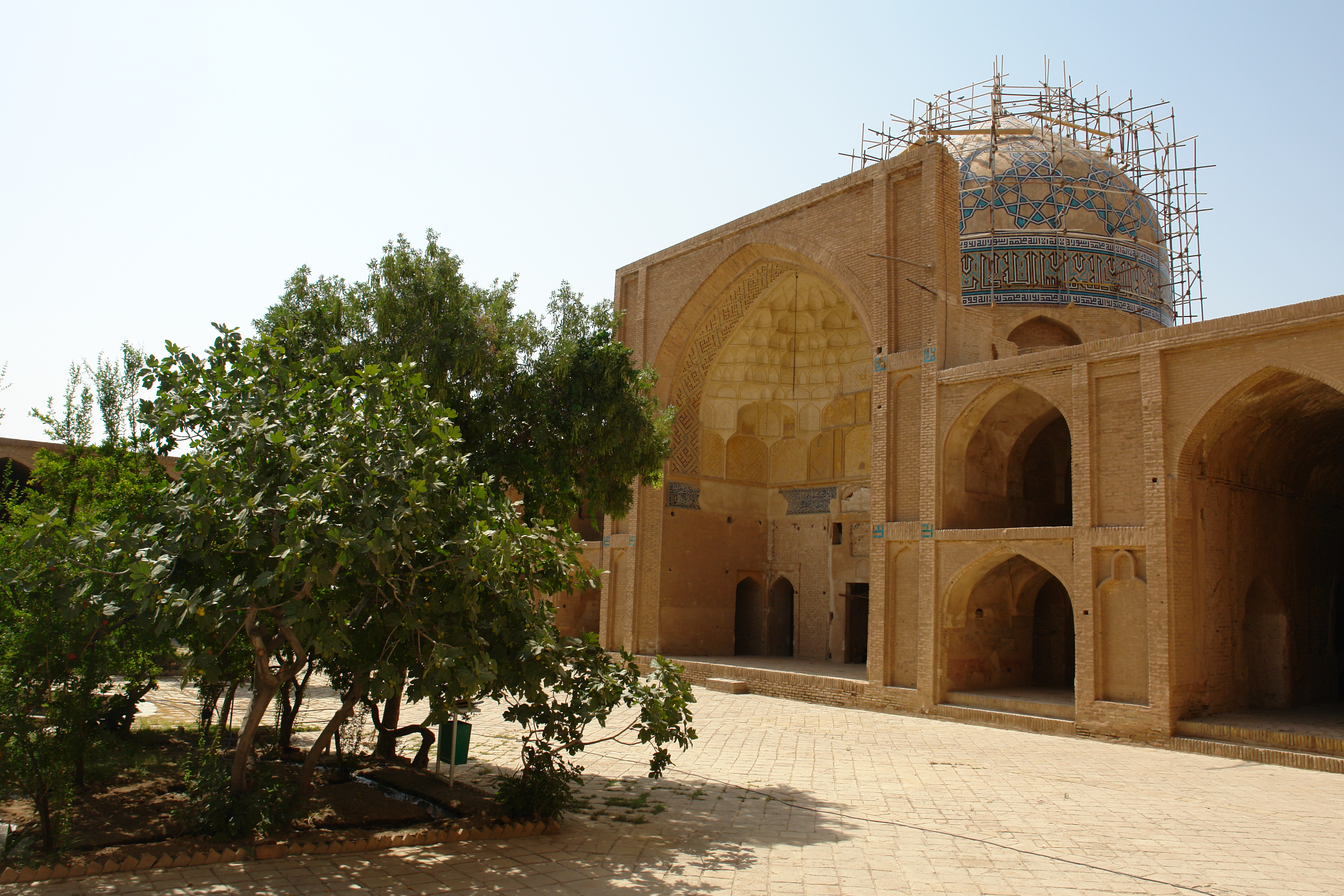
نمایی از مسجد جامع ساوه

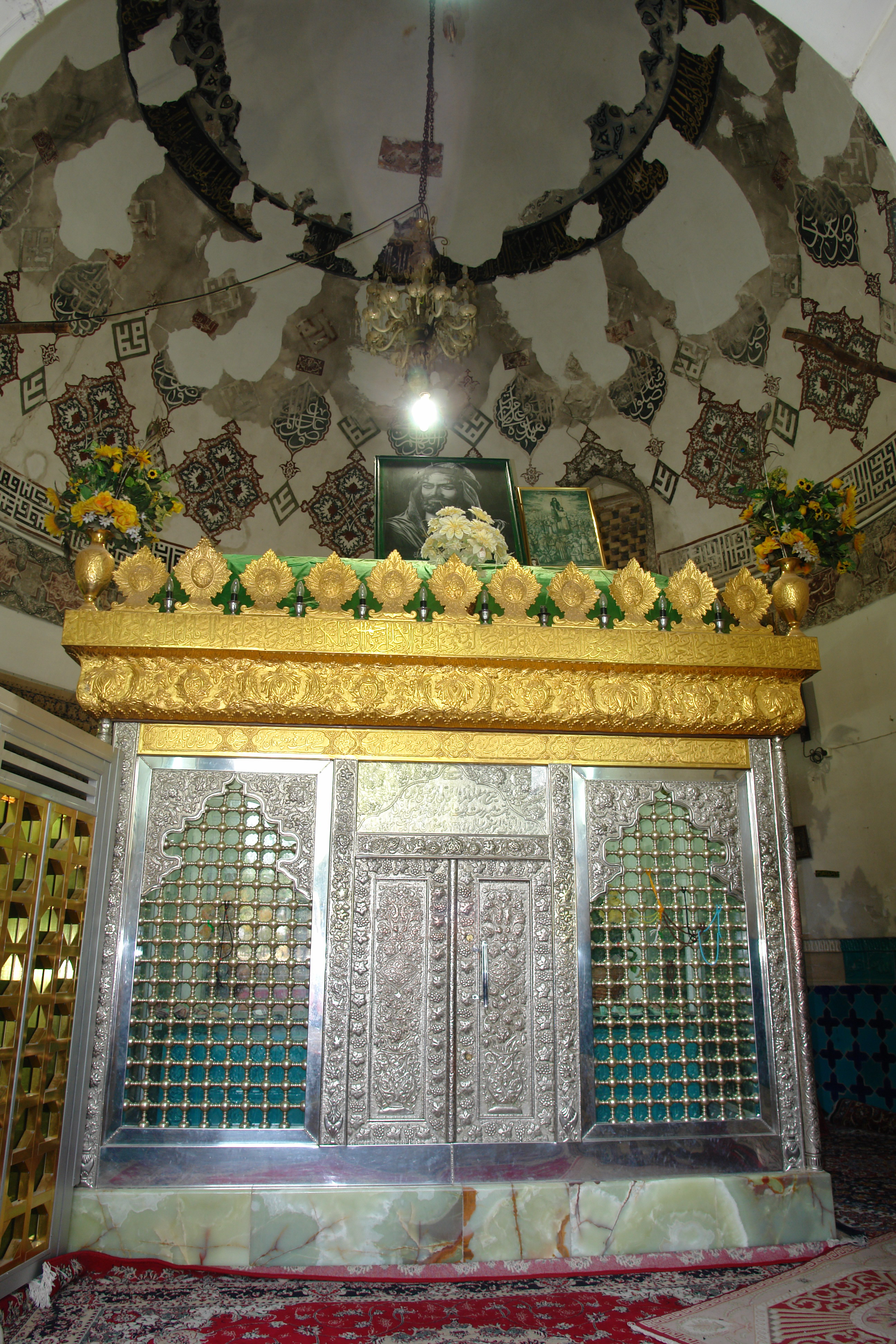
نمایی از ضریح و کاشی‌کاری‌های داخلی امامزاده سید اسحاق

نظر به اینکه ساوه یکی از شهرستان‌های باستانی ایران زمین است لذا آثار باستانی آن نسبتاً زیاد است. تا اینکه در حمله مغول و بعد به دست سپاهیان تیمور لنگ اکثر آن‌ها منهدم گردید.
- بازار ساوه - قدمت تاریخی دوره صفویه
- مسجد جامع ساوه - قدمت تاریخی دوره سلجوقی
- مناره مسجد جامع - قدمت تاریخی ۵۰۴ ه‍.ق
- مناره مسجد میدان - سدهٔ ۵ ه‍.ق
- مسجد سرخ یا انقلاب - قدمت تاریخی ۴۵۳ ه‍.ق
- مسجد بازار ساوه - قدمت تاریخی دوره زندیه
- کوشک عمارت حاکم- قدمت دوره تیموری و معماری ایلخانی و صفویه
- گنبد چهارسوق - قدمت تاریخی دوره صفویه
- امامزاده سید اسحاق - (از نوادگان موسی کاظم- با سه واسطه) - قدمت تاریخی ۶۷۶ ه‍. ق[۴۷]

مذهبی
- امامزاده سید ابو رضا
- امامزاده عبدالله ابن موسی الکاظم
- امامزاده اسحاق ابن موسی الکاظم
- امامزاده سید حسین ابن موسی الکاظم
- امامزاده سید بشیر ابن موسی الکاظم
- امامزاده سید علی‌اصغر

مراکز تفریحی
- مجتمع تفریحی امام خمینی (بلوار تختی)
- بام ساوه (شهرک فجر)
- بوستان خانواده (بلوار مطهری)
- پارک بسیج (بلوار مطهری ساوجی)
- پارک شهر (بلوار طالقانی)
- پارک جنگلی
- بوستان فدک

ره‌آوردها
- انار[۴۸]
- طالبی[۴۹]
- پسته

هتل‌ها
- هتل بین‌المللی کاوه
- هتل صدرا
- هتل آزادی

جشنواره ملی انار

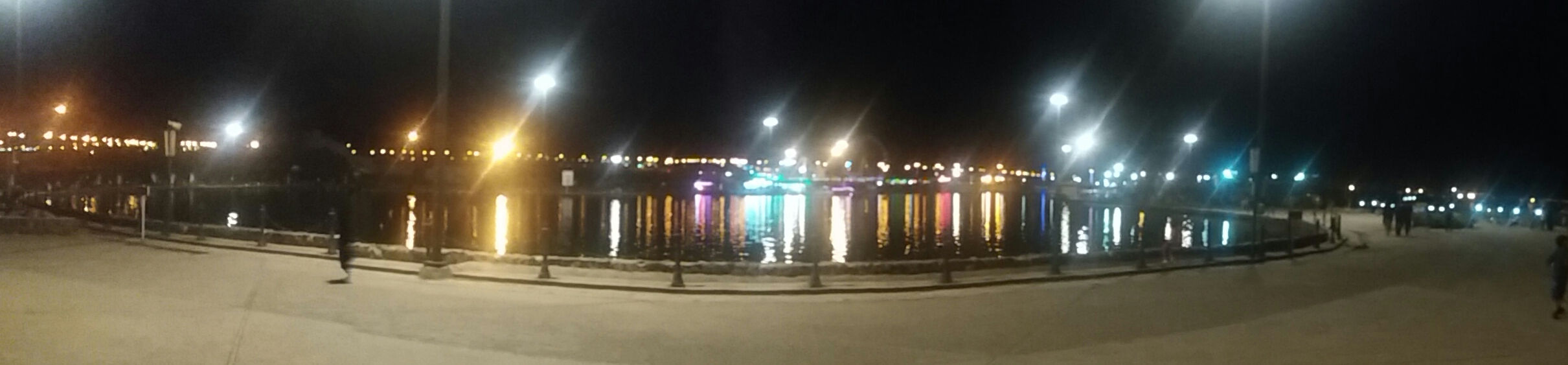
دریاچه تفریحی ساوه - ۱۳۹۶

نخستین دوره جشنواره ملی انار ساوه در آبان ۱۴۰۱ در مسجد جامع ساوه برگزار شد، این رویداد همزمان با برگزاری دومین دوره آن در سال ۱۴۰۲ با شماره ۲۰۱۲۷۵۰ در فهرست رویدادهای گردشگری ایران به ثبت رسید

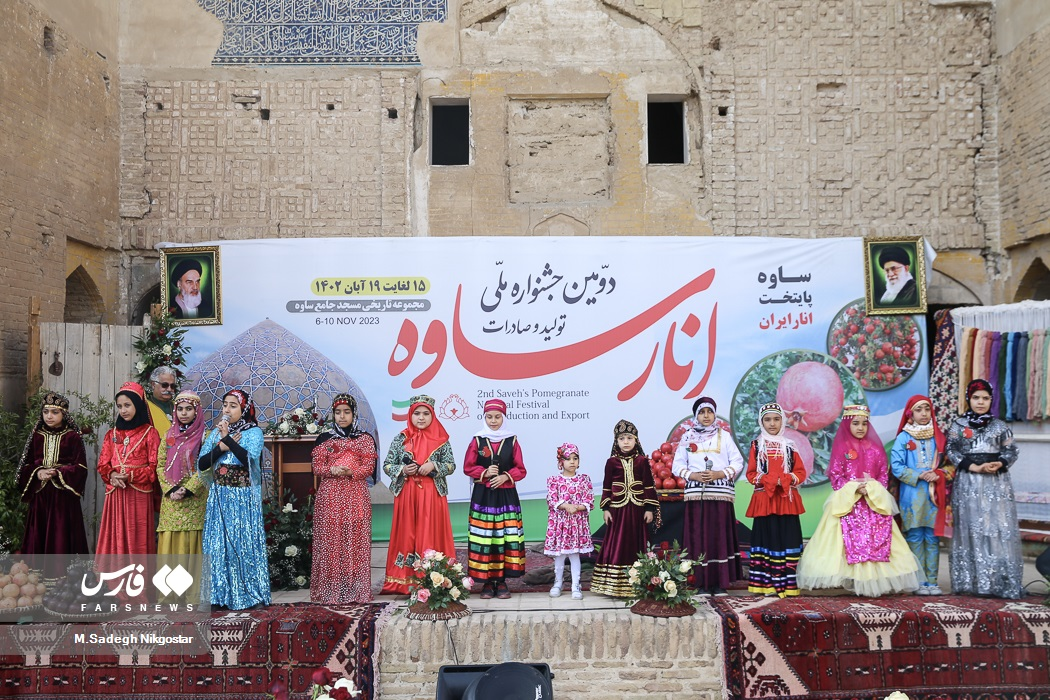
جشنواره ملی انار ساوه در مسجد جامع ساوه

## رسانه‌ها
نشریه‌ها
از جمله نشریات محلی ساوه می‌توان به دو هفته‌نامه پیام اندیشه، گل‌های ساوه، آرمان جوان، یاقوت سرخ، صبح ساوه، سیمانگار و ماه‌نامه‌های عهد جاوید و سیمای ساوه اشاره نمود. همچنین دو هفته‌نامه مدینه گفتگو یکی از نشریات شهرستان ساوه و استان مرکزی بود که در تیر ماه ۱۳۸۹ توقیف شد.

## فرهنگ بومی
صنایع دستی
هنر صنایع دستی در شهر ساوه دارای قدمت زیادی است. وجود تکه‌های سفالینه کشف شده در اطراف تپه باستانی آوه شاهدی بر این مدعاست. همچنین گلیم ساوه یکی از آثار مشهور کشور است که از دوره صفوی در این شهر رواج داشته‌است.
- سفالگری

در زمان سلجوقیان، ساوه یکی از مراکز مهم سفالگری بود که هر چند نمی‌توانست با ‹‹ری›› در این زمینه رقابت کند ولی به هر طریق از اهمیت فراوانی برخوردار بود. پس از حمله مغول، ‹‹ری›› از فعالیت بازایستاد، اما ساوه همچنان به خلق آثار گران‌بهایی در این زمینه ادامه داد. نمونه‌های زیبایی از سفالینه‌های ساوه‌ای در حفاریهای تپه‌های تاریخی ‹‹ آوه›› به دست آمده که در ‹‹ موزه ایران باستان›› نگاهداری می‌شود.
- گلیم بافی

در گلیم ساوه، استفاده از رنگ‌های مناسب و طرح‌های زیبا دیده می‌شود و این امر گلیم ساوه را در سطح استان مطرح ساخته‌است. روستای «نورعلی بیگ» در بخش مرکزی شهرستان ساوه از جمله روستاهایی است که بافت گلیم در آن مشهود است. از انواع گلیم‌ها، خورجین، گاله یا به اصطلاح ساوه‌ای‌ها «گووالا» و غیره تهیه می‌شود. گاله اغلب در کودکشی مورد استفاده قرار می‌گیرد. «سفره آرد» یا به قول محلی‌ها «اون سفرا» از دیگر دست‌بافت‌های مردم این دیار است. سفره آرد گلیمی ظریف از نخ پنبه است و معمولاً در نان‌پزی مورد استفاده قرار می‌گیرد.
- قالی بافی
- رودوزی‌های سنتی
- منبت
- قلمزنی

غذاها و شیرینی‌ها
از جمله شیرینی‌های سنتی شهر ساوه می‌توان به نان قندی و روح‌افزا اشاره کرد.

## اماکن
موزه‌ها

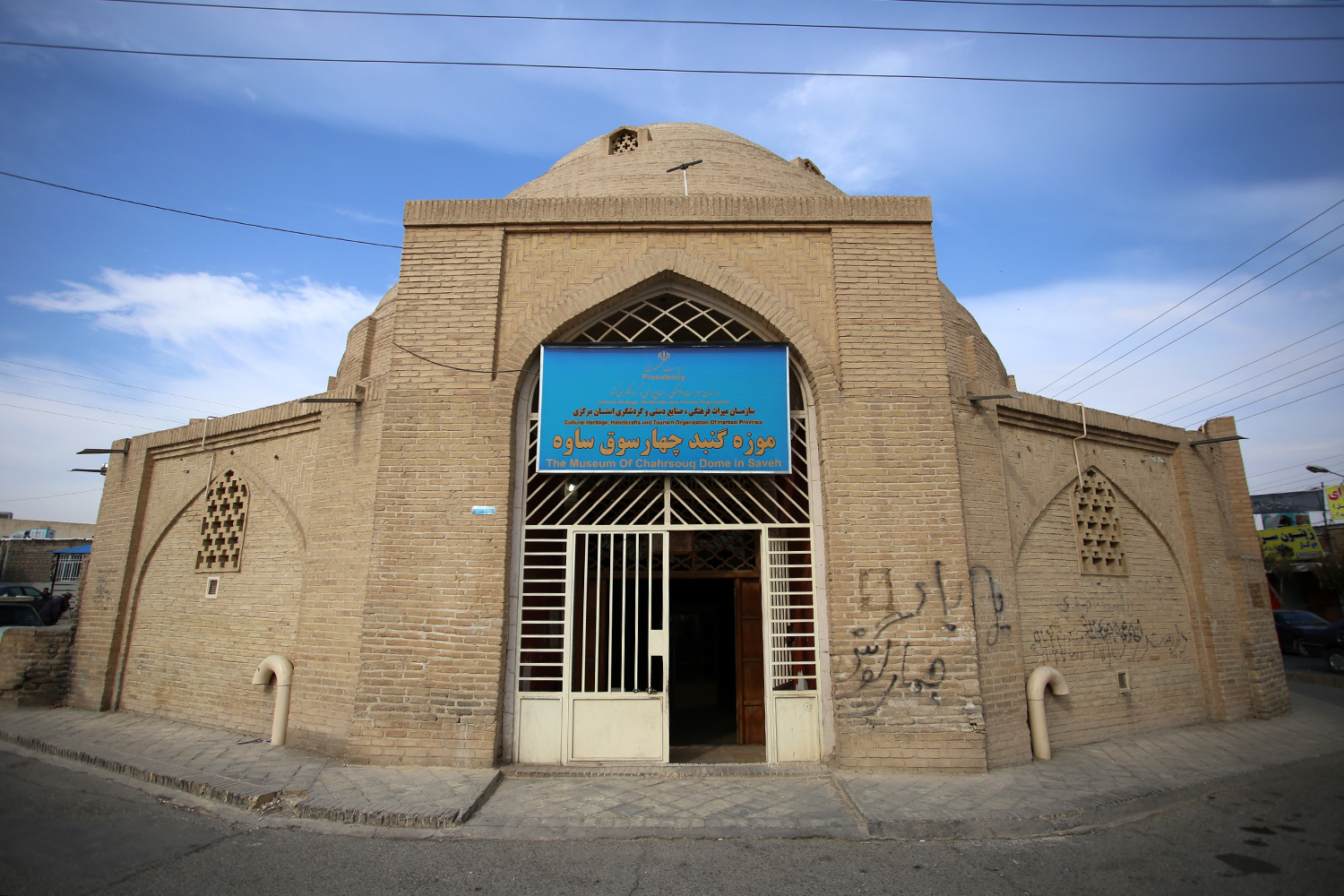
گنبد چهارسوق

موزه مردم‌شناسی چهارسوق که از آثار به جای مانده دوران صفویه است در تاریخ ۲۸ مرداد ۱۳۸۶ به مناسبت روز جهانی صنایع دستی به عنوان موزه مردم‌شناسی شهرستان ساوه مورد بهره‌برداری قرار گرفته است. در این موزه اشیائی همچون کتب خطی و دست‌نویس، انواع قفل‌های قدیمی، ظروف مسی و سفالی، سکه و اسناد خطی، سنگ قبرهایی مربوط به دوره قاجار به نمایش درآمده‌است.
سینما

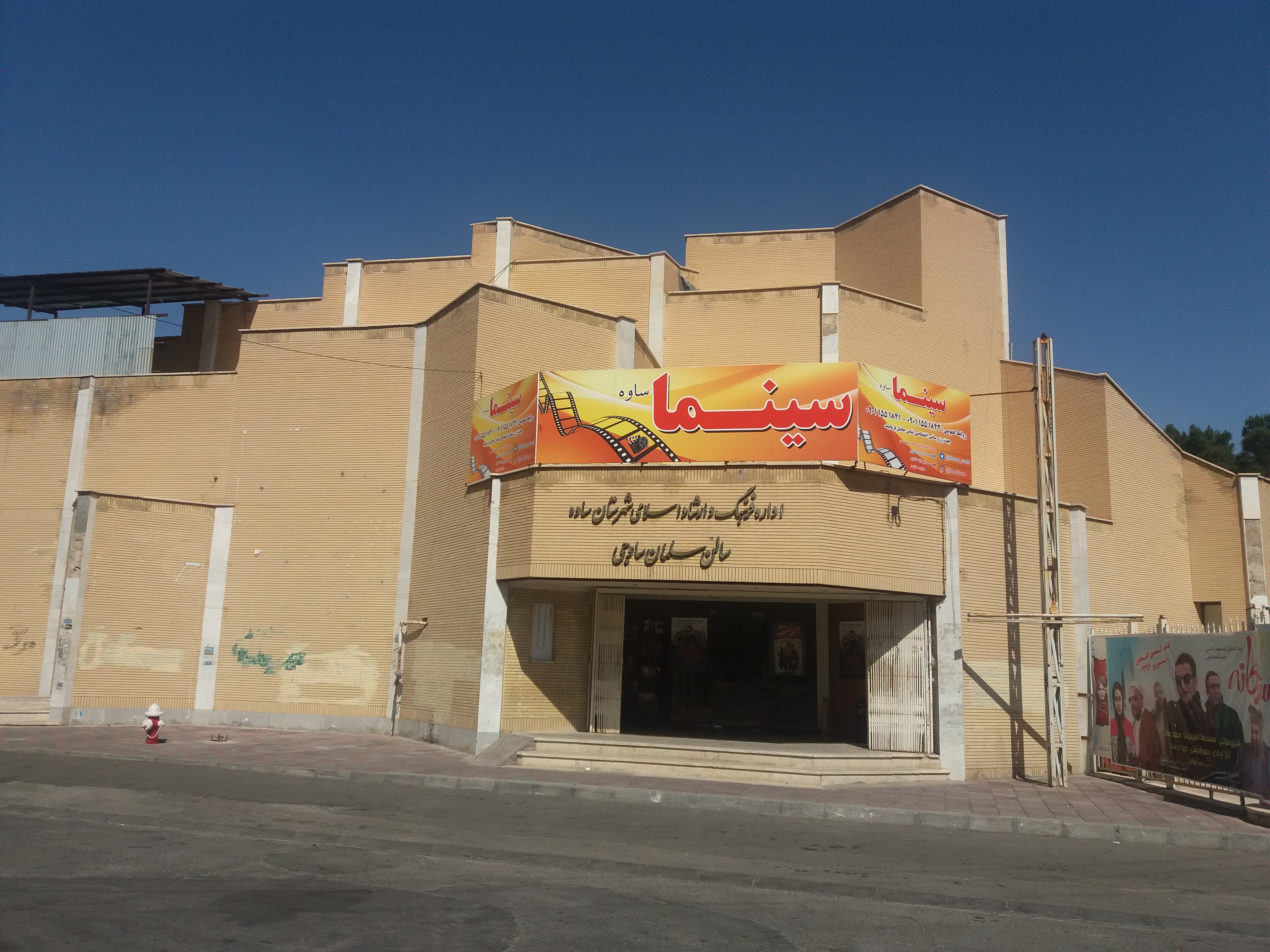
نمایی از ساختمان سینما ساوه - خرداد ۱۳۹۶

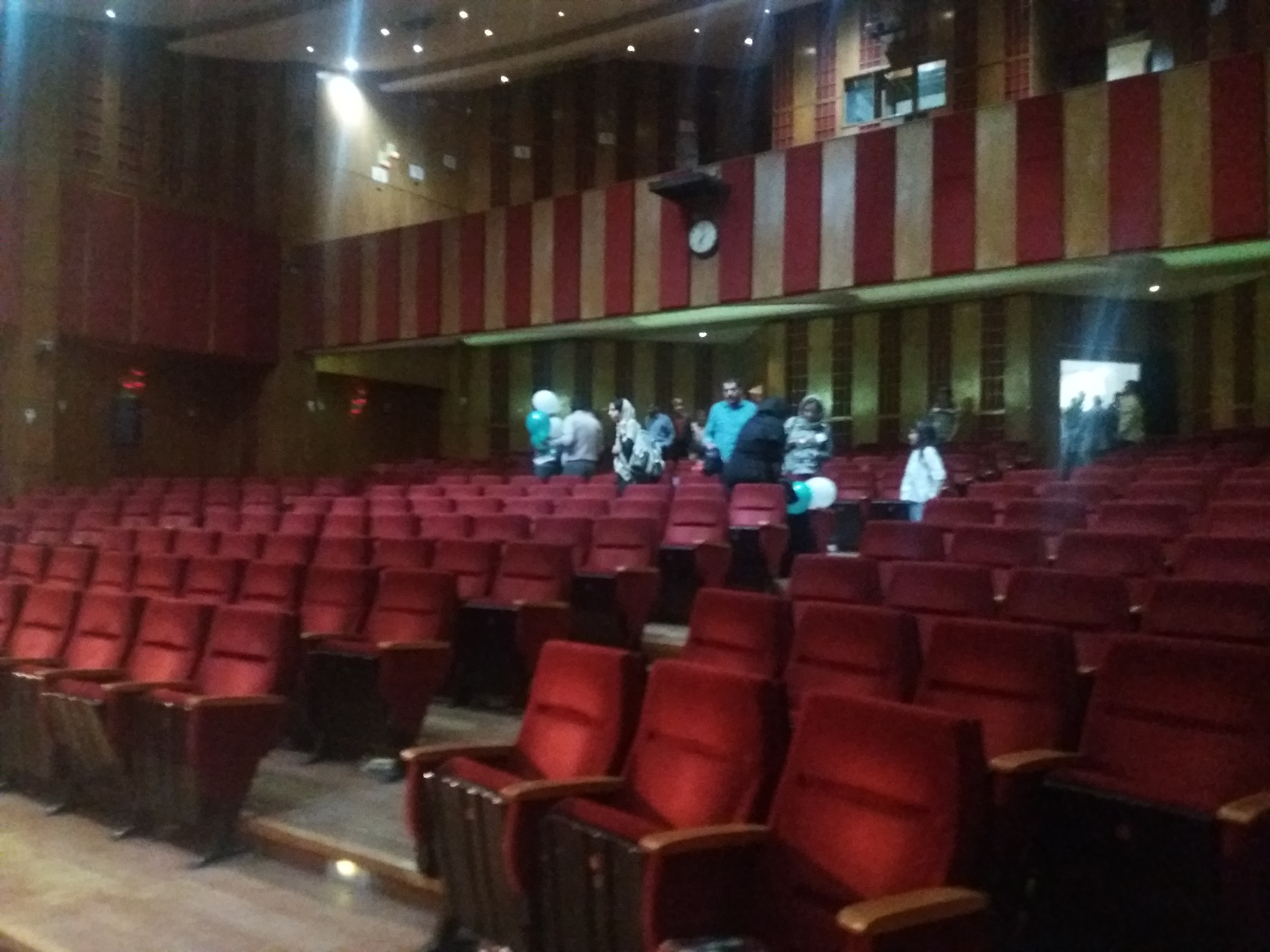
داخل سالن سینما ساوه - خرداد ۱۳۹۶

در تاریخ ۳۱ شهریور ۱۳۹۴ سینما شهر ساوه در سالن سلمان ساوجی که متعلق به اداره فرهنگ و ارشاد اسلامی ساوه می‌باشد با اکران فیلم محمد رسول‌الله افتتاح شده است، پیش از این در سال ۱۳۷۴ سینما هلال احمر و پس از آن سینمایی که سابقاً در محل فعلی سالن چمران ارشاد ساوه وجود داشته فعالیت آن متوقف شده بود. ظرفیت این سینما ۴۲۰ نفر است.
کتابخانه‌ها
- کتابخانه هاشمی‌نژاد
- کتابخانه سلمان ساوجی
- کتابخانه علامه عسگری
- کتابخانه ولیعصر

## ورزش

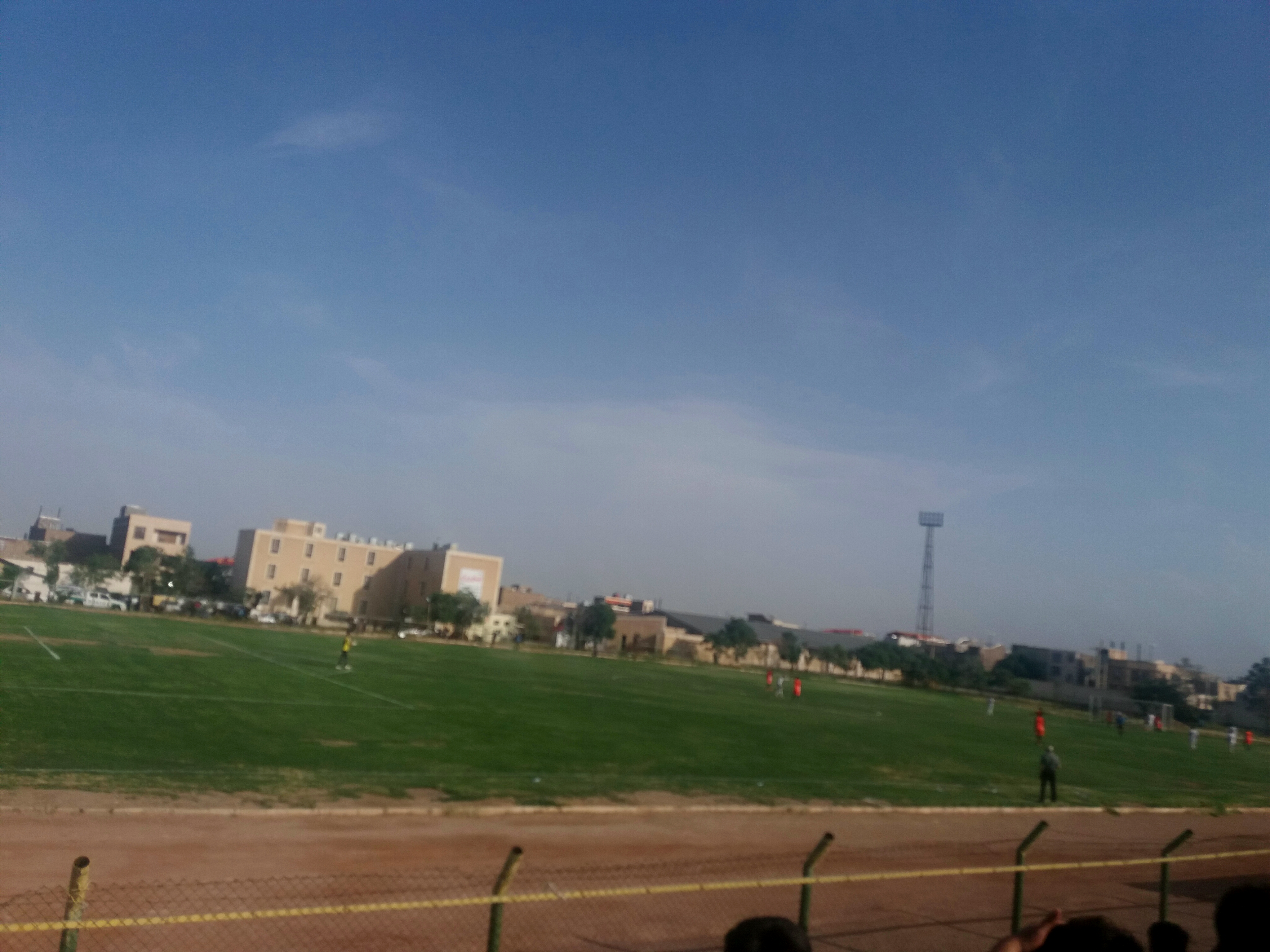
ورزشگاه چمران ساوه - ۱۳۹۵

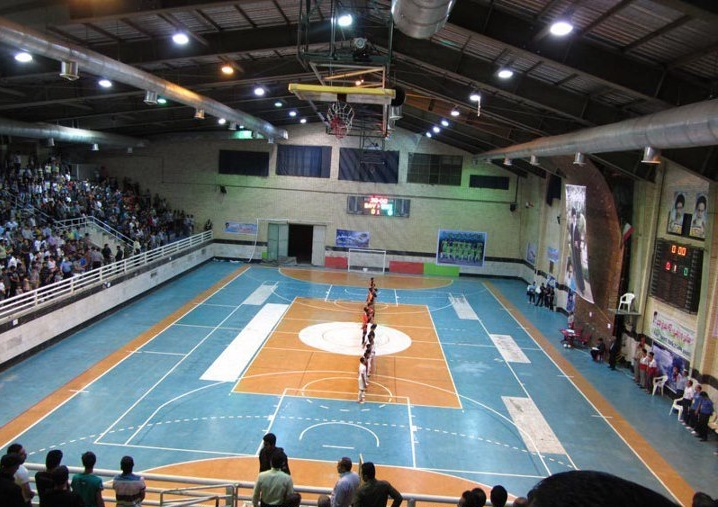
سالن فجر ساوه

شهر ساوه در دوره‌های مختلف تیم‌های ورزشی مانند باشگاه‌های باشگاه فوتسال شن‌سا ساوه و باشگاه فوتسال شهرداری ساوه در لیگ برتر فوتسال ایران داشته است.
باشگاه شن‌سا ساوه قهرمان نخستین دوره جام باشگاه‌های آسیا در سال ۱۳۸۴، مسابقات بین‌المللی پرتغال موسوم به جام جهانی کوچک در سال ۱۳۸۶ و قهرمان لیگ برتر فوتسال ایران در سال ۱۳۸۵ شده است.
همچنین باشگاه فوتبال شهر صنعتی کاوه که وابسته به شهر صنعتی کاوه در نزدیکی ساوه است در لیگ دسته اول ایران به عنوان نماینده شهر تهران شرکت می‌کند.
در حال حاضر باشگاه فوتسال سن‌ایچ در لیگ برتر فوتسال ایران و باشگاه فوتبال خوشه طلایی ساوه در لیگ آزادگان حضور دارند.
مجموعه‌های ورزشی
- مجموعه ورزشی چمران
- مجموعه ورزشی هلال احمر
- مجموعه ورزشی تختی
- مجموعه ورزشی کوثر
- سالن فجر ساوه
- باشگاه تیراندازی شهرداری ساوه[۶۸]

## نگارخانه

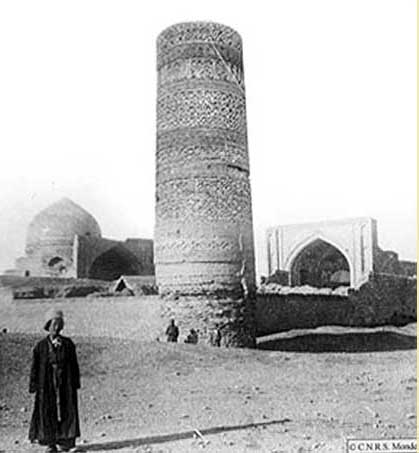
قدیمی‌ترین عکس از مسجد جامع ساوه
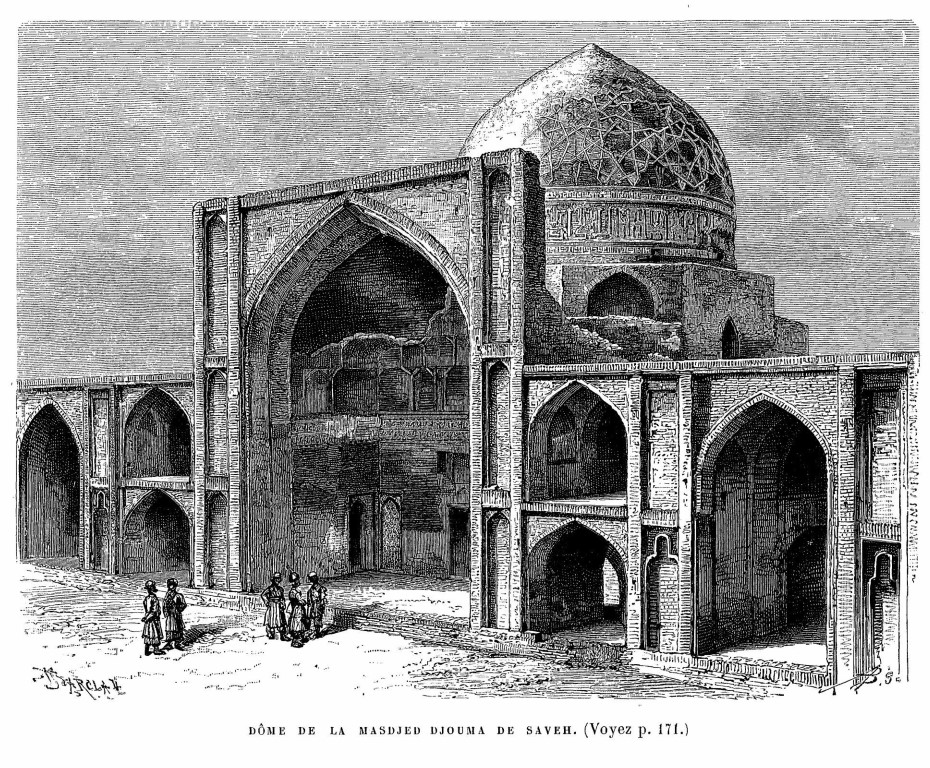
نقاشی مسجد جامع ساوه اثر ژان دیولافوا - ۱۸۸۱
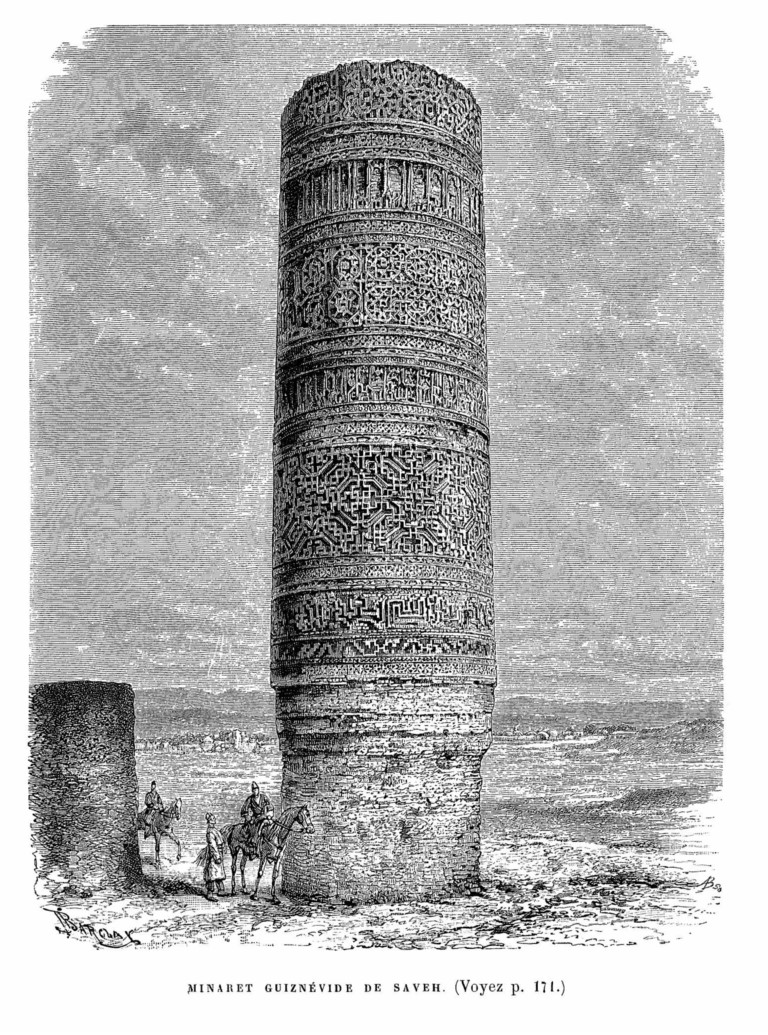
نقاشی مناره مسجد جامع ساوه اثر ژان دیولافوا - ۱۸۸۱
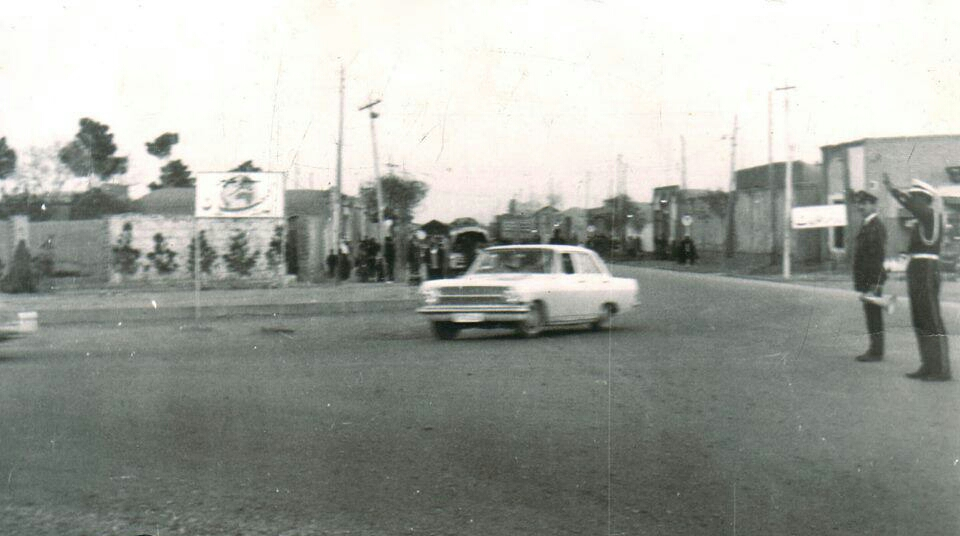
نمایی از ورودی خیابان اکباتان (امام) از میدان مجسمه (شهدا) ساوه - سال ۱۳۴۱
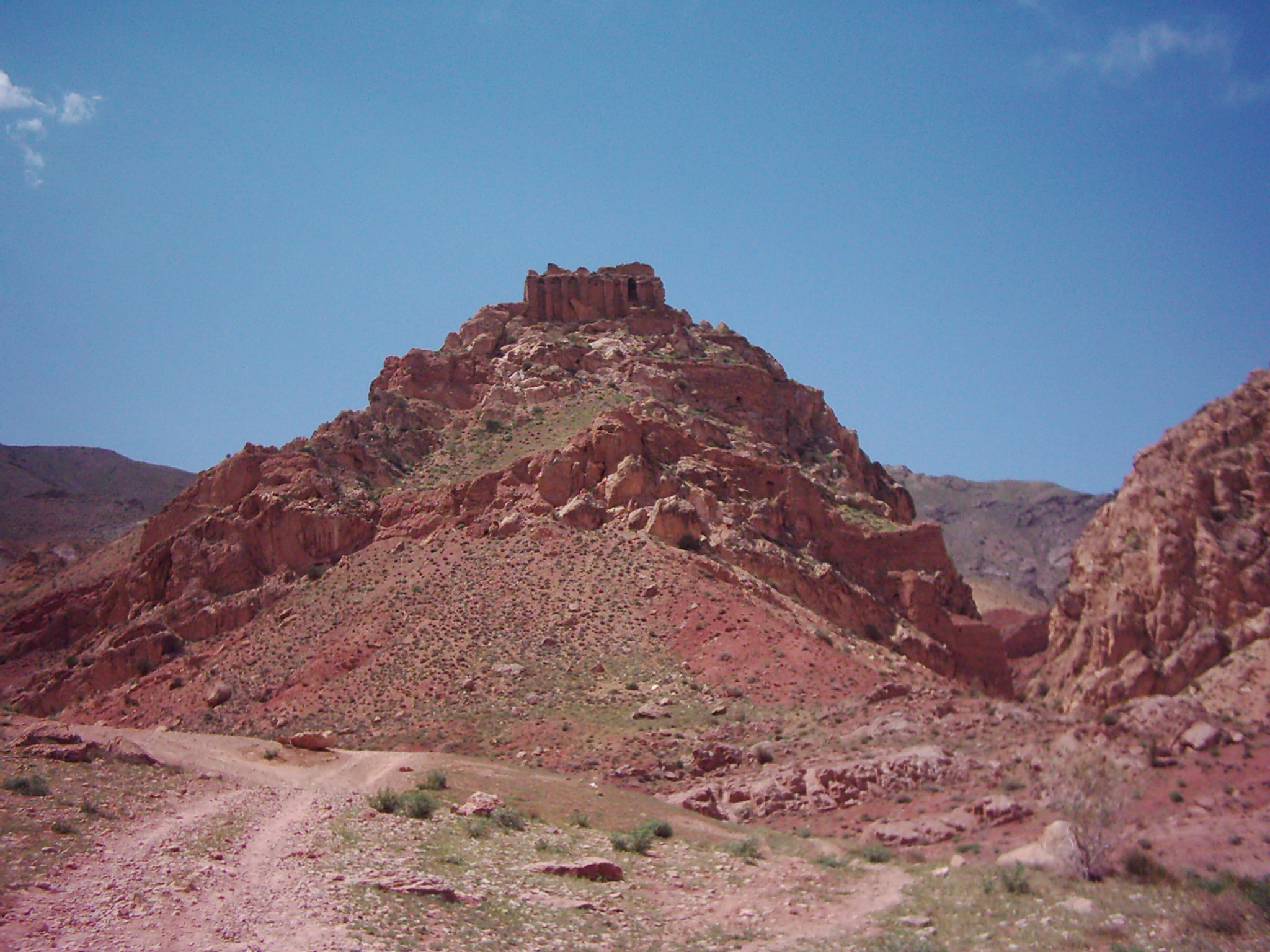
قلعه دختر ساوه
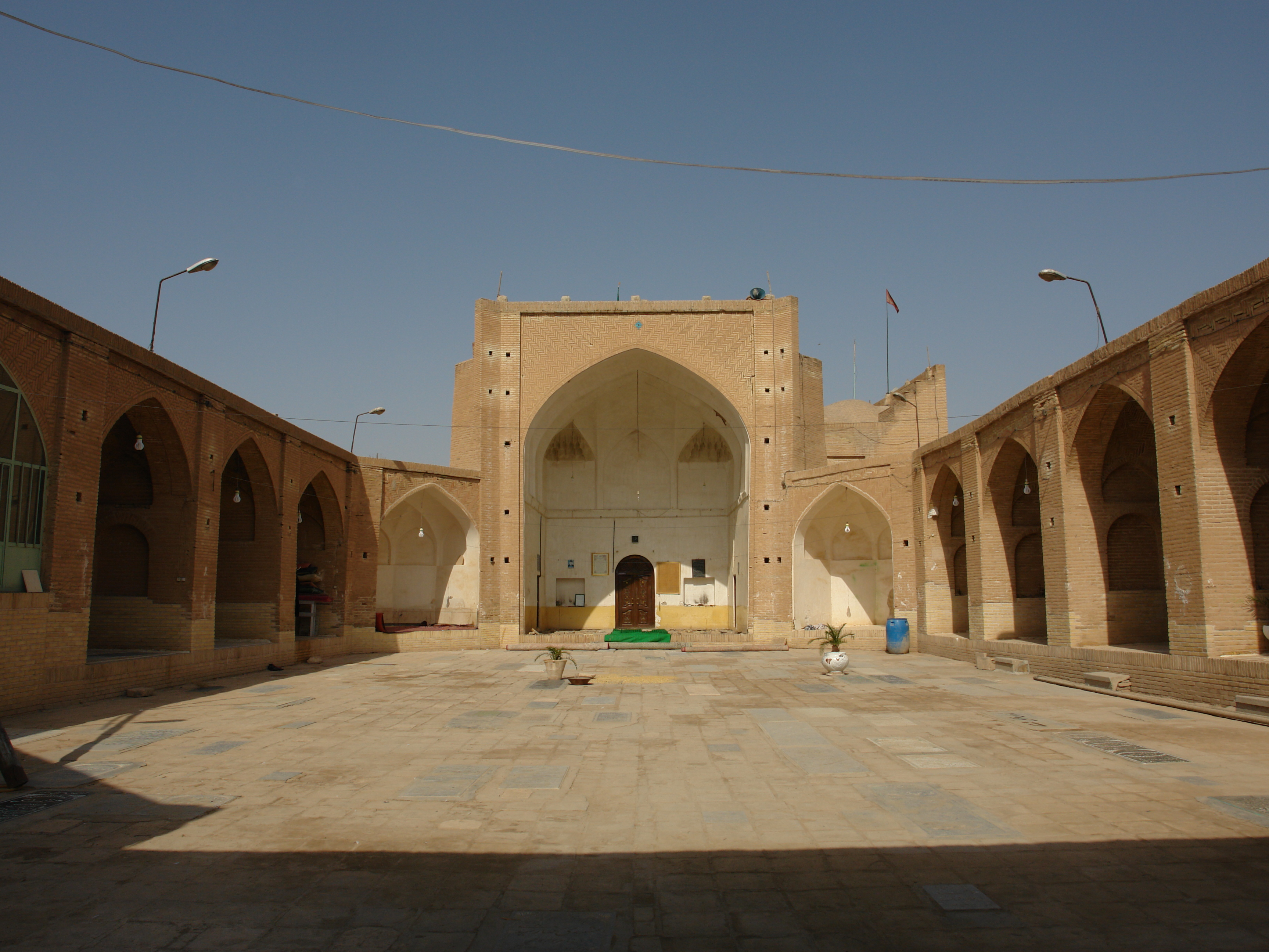
حیاط شرقی امامزاده سید اسحاق ساوه
سایت مرکزی دانشگاه آزاد اسلامی ساوه
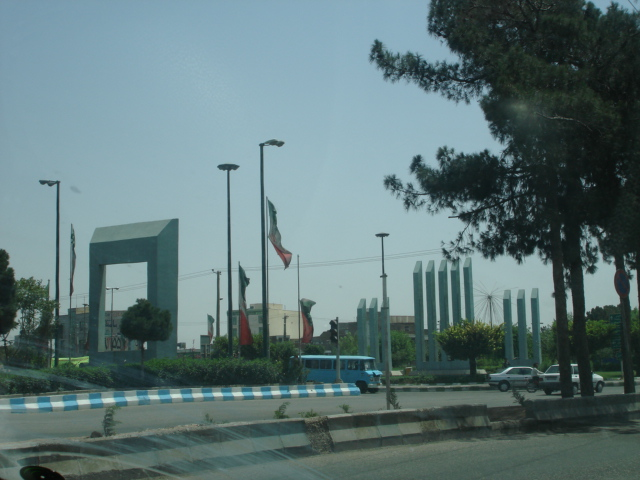
میدان آزادی ساوه